# Jordanoleiopus flavosuturalis
Jordanoleiopus flavosuturalis är en skalbaggsart som beskrevs av Stefan von Breuning 1958. Jordanoleiopus flavosuturalis ingår i släktet Jordanoleiopus och familjen långhorningar. Inga underarter finns listade i Catalogue of Life.